# La Viga (métro de Mexico)
La Viga est une station de la ligne 8 du métro de Mexico, située dans le centre-est de Mexico, dans la délégation Venustiano Carranza.

## La station
La station ouverte en 1994, doit son nom à la Calzada de la Viga ainsi qu'au centre de distribution de fruits de mer homonyme. La Viga (la Poutre) était le nom d'un canal qui donnait accès aux canaux et chinampas de Chalco, Texcoco et Xochimilco, jusqu'au XXe siècle où il fut enterré.